# Nitocra balli
Nitocra balli är en kräftdjursart. Nitocra balli ingår i släktet Nitocra och familjen Ameiridae. Inga underarter finns listade i Catalogue of Life.